# Kloub

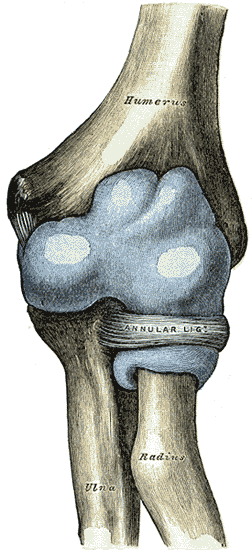
Loketní kloub

Kloub (articulatio) je spojení a zároveň ohebné místo vzájemně se stýkajících dvou nebo více kostí. Slouží k pohybu určité části těla.

## Anatomie kloubu
Kloub se skládá z dvou styčných ploch kostí krytých chrupavkou. Jedna plocha se nazývá kloubní hlavice (vypouklý konec jedné kosti) a druhá kloubní jamka (vyhloubený konec druhé kosti).
Součástí velkých kloubů bývá i meniskus či labrum (kolenní, resp. ramenní kloub), což jsou měkčí okraje kloubních jamek, jež slouží lepší artikulaci kloubu a jemnému dopružení při rotacích a torzích kloubu. Jinou součástí je kloubní pouzdro, které kloub obepíná, je zesíleno vazy, z vnitřní strany ho vystýlá synoviální membrána (membrana sinovialis) produkující synoviální tekutinu (kloubní maz), která zmírňuje tření, vyživuje kloubní chrupavky a zajišťuje pevné přilnutí kloubních ploch k sobě.

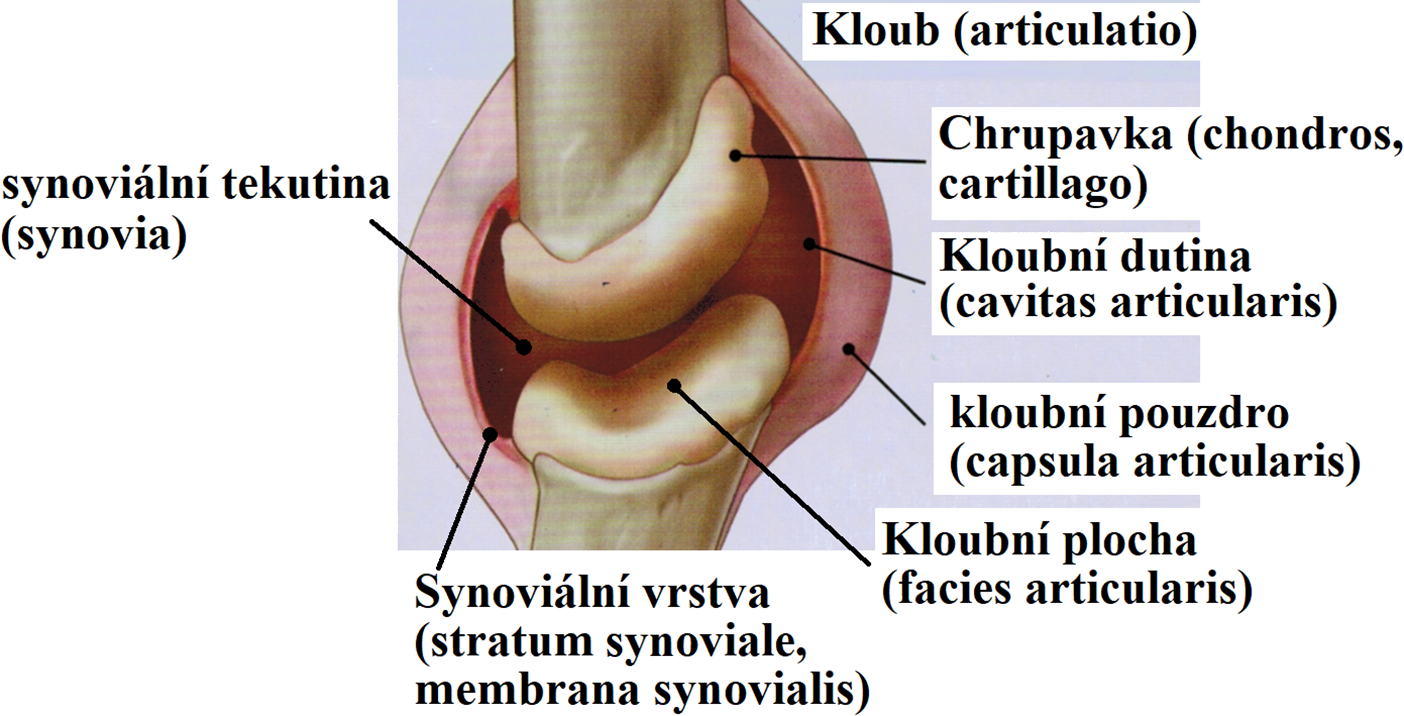
Anatomie - kloub (articulatio) obratlovců

V kloubech jednoduchých se stýkají dvě kosti, v kloubech složených se stýkají více než dvě kosti nebo jsou mezi ně vsunuty pohyblivé chrupavčité destičky. Ty vyrovnávají nerovnosti v zakřivení styčných ploch a zároveň umožňují současné provádění dvou různých pohybů v kloubu (ohýbání a otáčení).

## Některé buňky vyskytující se v kloubech
Sinoviální buňky tvoří synoviální membránu a chondrocyty jsou hlavní buňkou v chrupavce kloubů.

## Funkce
Klouby napomáhají pohybu končetin, lokomoci člověka, sebeobsluze apod. Pokud jsou klouby používány patřičně, jejich činnost je celoživotní. Při přetěžování kloubů, chronicky zkrácených svalech či nefyziologickém používání kloubů (po nesprávných drahách), dále vlivem špatného vyživení kloubu či kloubním onemocněním, chrupavčitý povrch kloubu degeneruje. Spolu s tím tuhnou okolní vazy a šlachy svalů, kloub ztrácí své rozsahy, pružnost ("joint-play) a bolest začíná i v okolních tkáních (např. v tíhových váčcích a svalech). To vede ke snížené pohyblivosti člověka, čímž se kloubní omezení dále zacykluje. V časných stádiích kloubní bolesti a u raných artróz je metodou volby manuální fyzioterapie - konkr. měkké techniky, jemná kloubní mobilizace a individuální cvičení. Napomáhá i balneoléčba, plavání, lehká svižná chůze, hluboká ventilace aj.

### Kloubní blokády
Při náhlých přetíženích kloubu či dlouhodobém zaujímání nefyziologických poloh (předsunuté držení hlavy u monitorů, vyjímání nákladů z kufru vozu apod.), může dojít ke kloubním blokádám a tím k bolestivým omezením pohybu (svůj vliv může mít i stres, atmosférický tlak, vliv výživy aj.). Nejčastěji se blokují krční a bederní páteř, žebra a sakro-iliakální skloubení pánve.
O strukturálních příčinách blokád bylo vysloveno více teorií, nejpřesvědčivěji působí teorie mechanického slepení chrupavčitých ploch kloubů. O metodiku kineziologického vyšetření, odstranění kloubních blokád a cvičení se jako jedna z prvních zasadila tzv. Pražská myoskeletální škola.

## Druhy kloubů

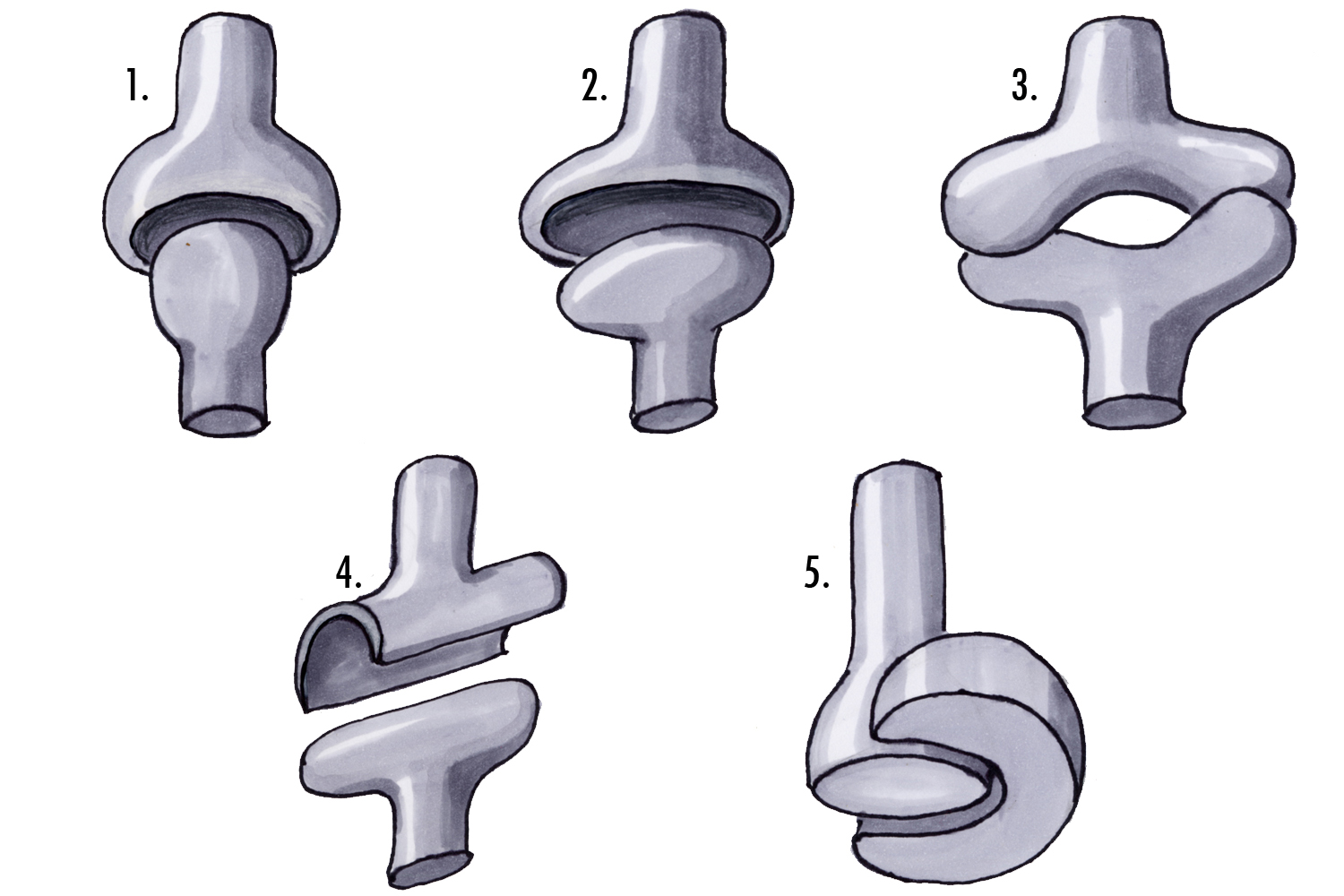
Druhy kloubů: 1. Kulový kloub, 2. Elipsoidní kloub, 3. Sedlový kloub, 4. Válcový kloub, 5. Čepový kloub

Druhy kloubů podle počtu kostí, které spojují
- Jednoduché klouby – spojují dvě kosti. Příkladem jsou klouby prstů.
- Složené klouby – spojují více než dvě kosti, nebo jsou mezi ně vsunuty pohyblivé chrupavčité destičky. Příkladem jsou klouby zápěstí nebo kolenní kloub.

Druhy kloubů podle tvaru kloubních ploch
- Kulový – u něj je pohyb možný všemi směry. Příkladem je kloub ramenní nebo kyčelní.
- Válcový – pohyb je možný jen ve směru ohybu. Příkladem jsou klouby článků prstů (šarnýrové klouby)
- Kladkový – na hlavici jedné kosti je rýha, na hlavici druhé kosti, kterou připojuje, je hrana. Příkladem je spojení kosti pažní a loketní.
- Elipsoidní – hlavice jedné kosti má vejčitý tvar, v druhé kosti je eliptická dutina. Příkladem tohoto spojení je spojení kosti vřetenní a kosti loďkovité.
- Sedlový – spojované kosti mají duté i vypouklé části. Příkladem jsou záprstní kosti palce a karpální kosti.
- Čepový kloub – výběžek jedné kosti se otáčí v kruhovém otvoru jiné kosti. Příkladem tohoto spojení je spojení nosiče a čepovce u krční páteře. Čepový kloub se v některých zdrojích uvádí jako druhý typ válcového kloubu.
- Ploché klouby - téměř rovné styčné plochy,	které po sobě za pohybu klouzají. Ve velmi omezeném rozsahu se pohyby dějí podle všech tří os. Příkladem jsou klouby akromioklavikulární, sternoclaviculární.
- Tuhé klouby – podobný kloubu plochému, ale jeho styčné plochy jsou nepravidelné a zvlněné, což ještě více omezuje rozsah pohybu. Příkladem je sakro-iliakální skloubení.

## Propriorecepce
Těla živočichů mají receptory pro uvědomění si polohy vlastních končetin, umožňují propriorecepci.

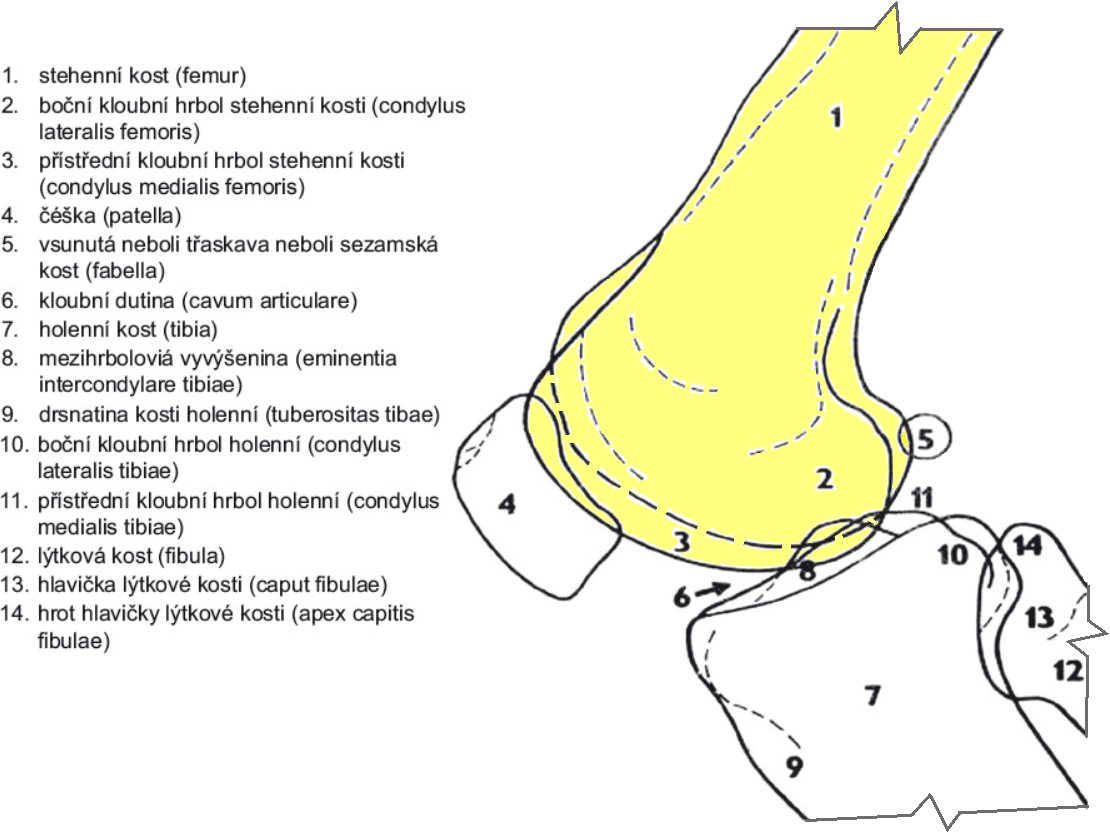
Anatomie kostí kolenního kloubu (articulatio genus)

## Klouby lidského těla
- kolenní kloub (articulatio genus)
- loketní kloub (articulatio cubiti)
- ramenní kloub (articulatio humeri)
- kyčelní kloub (articulatio coxae)
- hlezenní kloub (articulatio talocruralis)
- zápěstní kloub (articulatio radiocarpalis)
- meziobratlová ploténka páteře

Menší klouby se vyskytují mezi jednotlivými články prstů dolních a horních končetin.

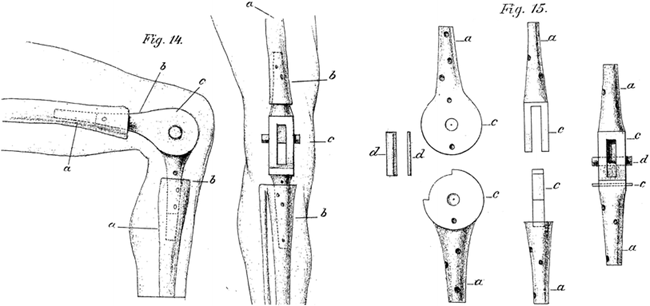
První totální endoprotéza (aloplastika) na světě, kterou vynalezl a aplikoval Themistokles Gluck.

## Biomechanický pohled na klouby
Stejně jako mechanické klouby, lze zkoumat metodami biomechaniky resp. mechaniky také klouby lidského těla či jiných živočichů. Tj. jejich pohyb, degradaci, úrazy, umělé náhrady (např. úplné nebo částečné endoprotézy) atp.

## Paklouby
Pakloub (pseudoartroza) je závažná porucha hojení zlomeniny (tj. nedochází k pevnému kostnímu srůstu fragmentů zlomeniny). Může mít minimální až patologickou pohyblivost. Kostní fragmenty jsou spojeny jen "tuhou" vazivovou tkání. Z pohledu medicíny se tedy nejedná o typický kloub. Avšak z pohledu biomechaniky je pakloub také kloubem, protože vykazuje nežádoucí pohyblivost v místě nesprávně zhojené zlomeniny.

## Zlomeniny kloubů
Zlomeniny kostí kloubů, tzv. intraartikulární zlomeniny, patří mezi komplikované zlomeniny těla. Lečba se provádí konzervativně nebo chirurgicky osteosyntézou.